# Composé aromatique
Pour les articles homonymes, voir aromatique.

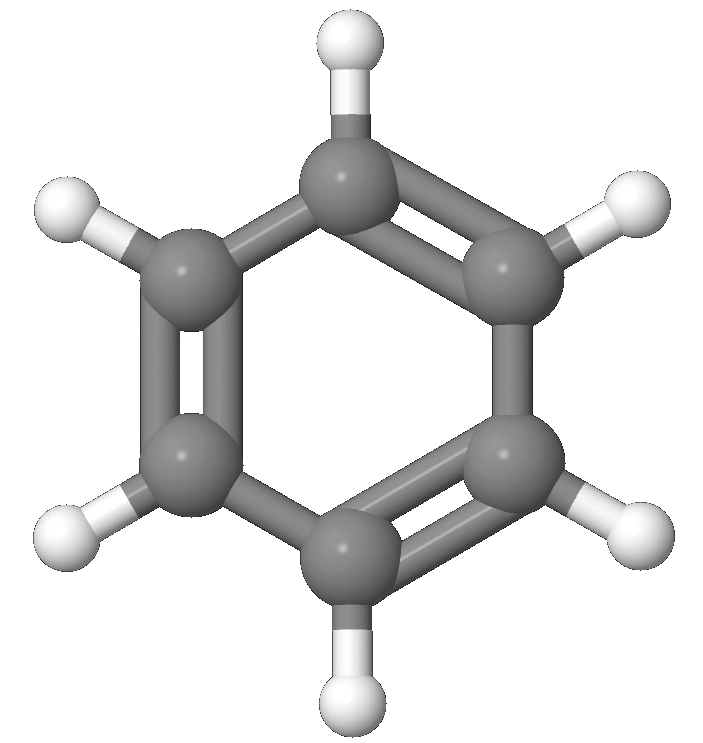
Le benzène est la molécule aromatique la plus simple.

En chimie organique, les composés aromatiques sont des molécules telles que le benzène dont les atomes forment des structures cycliques et planes particulièrement stables. Le terme « aromatique », introduit par August Wilhelm von Hofmann en 1855, fait référence au fait que ces composés peuvent avoir une odeur forte contrairement aux hydrocarbures saturés bien qu'on sache aujourd'hui qu'il n'existe pas de relation directe entre les propriétés olfactives et l'aromaticité chimique. Cette dernière est en effet définie pour un composé organique contenant un système cyclique par la règle d'aromaticité de Hückel : le système cyclique doit être plan et posséder (4n + 2) électrons délocalisés, n étant un entier naturel quelconque. Si le cycle contient des éléments autres que le carbone et l'hydrogène, on parle d'hétérocycle aromatique.
Les composés aromatiques libérés par les fleurs sont les substances les plus communes dans leur parfum.

## Aromaticité du benzène
Le modèle des hydrocarbures aromatiques est le benzène C6H6, constitué d'un cycle à six atomes de carbone formant un hexagone régulier et comportant six électrons délocalisés. La représentation de ce système est un hexagone dans lequel trois liaisons doubles alternent avec trois liaisons simples. Les six liaisons sont de longueur identique, intermédiaire entre les longueurs de la simple et de la double liaison.

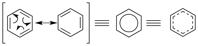
Les deux formes mésomères du benzène et la notation de la forme aromatique "moyenne"

Le modèle développé par Kékulé pour le benzène consiste en deux formes mésomères, qui correspondent aux liaisons doubles et simples changeant de positions. Une autre représentation est celle de la liaison π au-dessus ou sous l'anneau. Ce modèle représente plus correctement la position de la densité d'électron dans l'anneau aromatique.

## Typologie

### Dérivés du benzène
Les composés ci-dessous comportent un seul cycle aromatique à six atomes de carbone :
- le benzène ;
- les hydrocarbures aromatiques monocycliques, parfois nommés alkylbenzènes : toluène, xylènes, éthylbenzène, cumène, styrène, mésitylène, etc. ;
- le phénol et les composés phénolés ;
- l'aniline et les amines aromatiques monocycliques, comme la p-phénylènediamine ;
- l'acide benzoïque ;
- le chlorobenzène ;
- le nitrobenzène ;
- l'acide salicylique et l'acide acétylsalicylique (aspirine) ;
- le paracétamol ;
- l'acide picrique ;
- le trinitrotoluène ;
- la phénacétine.

### Hétérocycles aromatiques
Les hétérocycles sont une classe de composés dans lesquels un ou plusieurs atomes de carbone d'un composé cyclique est remplacé par un élément dit hétérogène comme l'oxygène, l'azote, le phosphore, le soufre, etc. Les hétérocycles les plus courants contiennent un atome d'azote ou d'oxygène, par exemple : 
- la pyridine
- le furane
- le thiophène
- le pyrrole
- la porphyrine
- la chlorine
- l'indole
- le benzofurane
- la quinoléine
- l'isoquinoléine

Les petits systèmes hétérocycliques aromatiques sont le borirène et la forme cationique de l'aziridine.

### Aromatiques polycycliques
- Le naphtalène C10H8 (deux cycles accolés)
- L'anthracène C14H10 (trois cycles accolés)

Quelques arènes importants sont appelés HAP, hydrocarbure aromatique polycyclique (PAH en anglais). Ils sont composés de quatre à sept cycles. Un HAP connu est le benzopyrène qui est très cancérogène. Les HAP forment une vaste famille de composés aux propriétés similaires.
Les HAP existent à l'état naturel dans le pétrole brut : on les appelle les hydrocarbures pétrogéniques. Ils se caractérisent par une forte proportion d'hydrocarbures aromatiques ramifiés, c'est-à-dire substitués par des groupes alkyle.
La pyrolyse et la combustion incomplète de matières organiques, comme l'incinération des déchets, la combustion du bois, du charbon, le fonctionnement des moteurs à essence ou des moteurs Diesel produisent aussi des HAP : on les appelle les hydrocarbures pyrogéniques. La combustion des cigarettes produit des HAP et contribue à la présence d'HAPs dans les bâtiments. Ces HAP, liés à l'activité humaine, sont peu ramifiés et ce sont surtout ceux-là qui sont présents dans notre environnement, généralement sous forme de mélanges plus ou moins complexes.
La présence de HAP dans l'environnement est préoccupante, essentiellement à cause de leurs propriétés cancérigènes. C'est tout particulièrement le cas du benzopyrène, du benzoanthracène, du benzofluoranthène, de l'indéno pyrène et du benzopérylène.
La plupart des HAP sont assez résistants à la biodégradation. Cette dégradation se fait dans les couches superficielles du sol, grâce notamment à l'action de certaines bactéries. La majorité des HAP présents dans les eaux de surface ont une origine atmosphérique et, pour la plupart, sont adsorbés sur les sédiments.
Les hydrocarbures aromatiques polycycliques pourraient être présents dans les poussières interstellaires. Ces molécules sont très résistantes aux conditions hostiles existant dans le milieu interstellaire et présentent des spectres en accord avec les raies observées dans les poussières interstellaires, notamment aux longueurs d'onde de 6,2 / 7,7 / 8,3 / 11,3 et 12,8 µm. Formées d'une vingtaine à quelques centaines d'atomes, ces molécules sont nettement plus grandes que les autres molécules détectées dans le milieu interstellaire. 
En 1994, Moreels proposa la présence de phénanthrène dans la comète de Halley pour expliquer la raie à 3,28 μm, raie aussi observée dans plusieurs autres comètes.